# Mihailo Vojislavljević

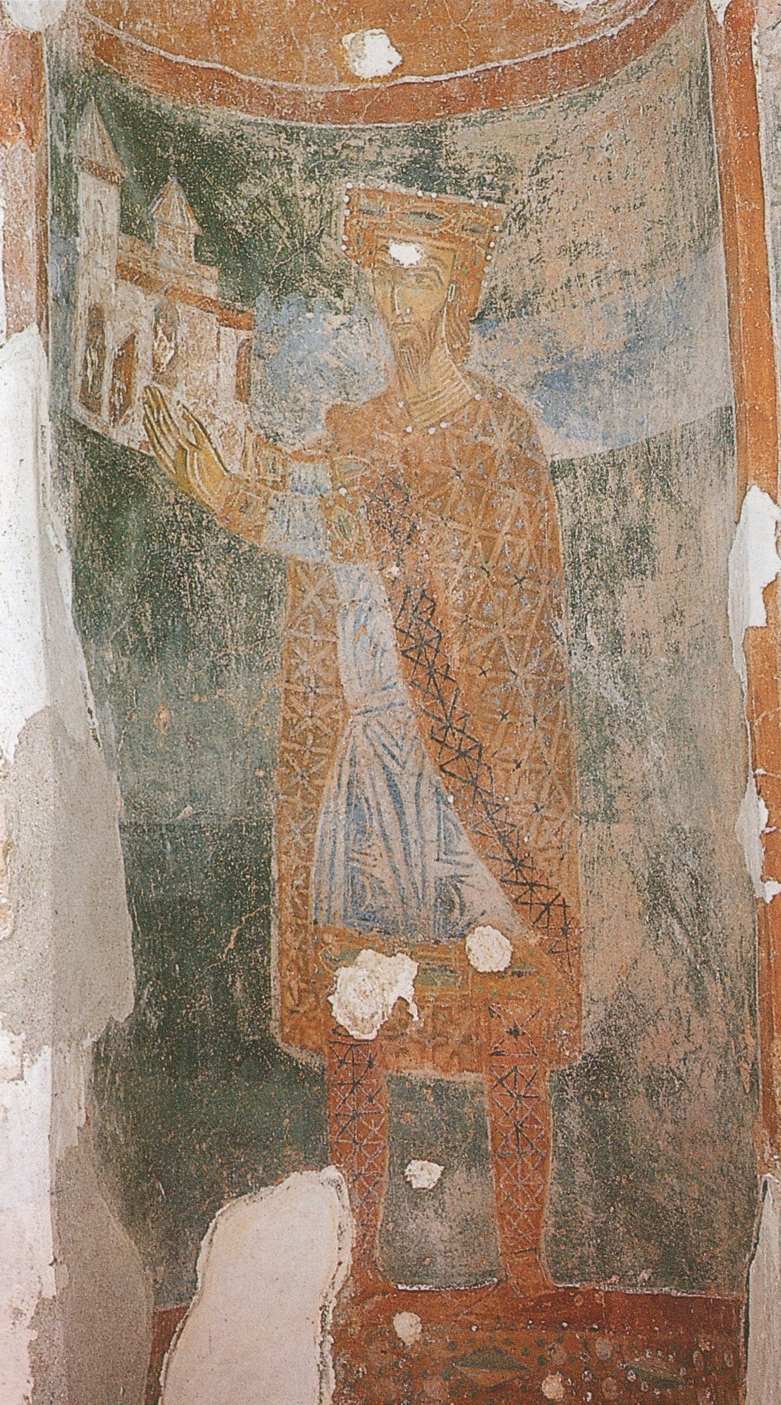
Michel Ier, sur une fresque de l'église Saint-Michel à Ston: Il fut couronné Roi de Dioclée.

 (août 2023).
Mihailo I Vojislavljević, en serbe cyrillique, Михаило Војислављевић (Mihajlo I, en français Michel Ier) de la maison des Vojislavljević était un souverain serbe de la Dioclée, son grand-prince de 1046 à 1077 et son Roi de 1077 à 1081.

## Biographie
Il fut le premier roi de Dioclée, sous lequel la Dioclée fut le premier État des Balkans à avoir une reconnaissance internationale répandue. À l'origine, Mihailo (Michel) semblait avoir un pouvoir partagé (ou a peut-être été « premier parmi des égaux ») avec ses quatre frères. Il a affronté la menace urgente d'une rébellion séparatiste à Trebinje avec l'action coordonnée de ses frères. Le pacte qui les liait, résultant de l'action de leur mère, est peut-être le plus ancien traité connu des Balkans occidentaux.
Même s'il n'y avait pas de danger imminent de ce côté-là, Mihailo trouva favorable de consolider encore les liens avec Byzance vers 1052, obtenant ainsi un titre patricien et un mariage avec une princesse grecque, ce qui comportait une reconnaissance titulaire de l'autorité de Constantinople, mais pas de concessions réelles de sa part. Cela correspondait à un équilibre des forces, et permit 20 ans de paix et de prospérité au pays.
Les choses commencèrent à changer après 1071, l'année où Byzance subit un échec cuisant lors de la bataille de Manzikert contre les Turcs seldjoukides et également celle de la défaite de l'Italie du Sud face aux Normands. Suivant le soulèvement des Slaves en Macédoine, Mihailo rompit sa neutralité et envoya des troupes commandées par son fils Constantin Bodin pour aider les rebelles, sur leur demande. Malgré les premiers succès (quand Bodin fut couronné empereur (tsar) de Bulgarie sous le nom de Pierre III), la rébellion échoua vers la fin de 1072, lorsque Bodin fut capturé, et délivré bien plus tard. Par la suite, Mihailo commença à chercher du soutien à l'ouest, chez le pape. C'était le résultat de son aliénation (soumission) par les Byzantins, mais aussi d'un désir d'instaurer un archevêché indépendant dans son royaume, et d'obtenir finalement un titre royal. Dans la suite du schisme de l'Église en 1054, le pape Grégoire VII participa en conférant des terres aux souverains sur les territoires disputés, et Mihailo était un des dotés, quelques jours avant 1077. Par la suite, la Dioclée (Zeta) fut reconnue comme un royaume, jusqu'à son renversement dans le siècle suivant.
Ayant scellé des liens avec les Normands grâce au mariage de son héritier Bodin, Mihailo mourut en 1081, après un règne d'une trentaine d'années. Il nous a laissé l'Église de Saint-Michel à Ston, au nord de Dubrovnik, une petite église suivant surtout le style byzantin, qui contient le plus ancien portrait connu représenté sur fresque d'un souverain slave des Balkans.